# Clapton (album)
Pour les articles homonymes, voir Clapton.
Albums de Eric Clapton
The Road to Escondido
(2006) Old Sock
Clapton est le 18e album studio du guitariste, chanteur et auteur-compositeur britannique Eric Clapton, sorti le 27 septembre 2010 au Royaume-Uni, et le lendemain aux États-Unis.

## Production
Clapton est le premier album studio du guitariste en quatre ans, après son duo avec J.J. Cale, The Road to Escondido (2006), et est composé d'un mélange de nouveau matériel et de reprises de chansons. Clapton joue des chansons de cet album tels que Rocking Chair et When Somebody Thinks You're Wonderful en tournée. Il explique : « Cet album n'est pas du tout ce qu'il était censé être. C'est en fait mieux que ce qu'il était censé être parce que, d'une certaine manière, je laisse simplement les choses arriver. » 

## Classements
L'album fait ses débuts au numéro sept sur le UK Albums Chart, son album le plus élevé dans les charts depuis Reptile en  2001. Aux États-Unis, il entre dans le Billboard 200 au numéro six, en vendant 47 000 exemplaires dans sa première semaine sur les charts. L'album atteint les cinq premières places en Autriche, au Danemark, en Allemagne, en Norvège, en Espagne, en Suède et en Suisse.

## Accueil
Selon Metacritic, l'album reçoit une moyenne de 72 sur 100, indiquant des critiques généralement favorables de la part des critiques de musique, sur la base de dix critiques. Dans sa critique de cet album pour AllMusic, Stephen Thomas Erlewine déclare qu'« il n'y a pas de disque comme celui-ci dans le catalogue d'Eric Clapton », et poursuit en disant que l'album « coule facilement, le blues ne frappe jamais trop fort, le jazz de La Nouvelle-Orléans ne peut jamais devenir trop étourdissant, les standards jamais trop somnolents, les sons subtilement changeants. » Dans la critique de David Fricke pour rollingstone.com, il a appelé l'album, « un engagement sereinement magistral avec les racines - le guitariste a coécrit juste un original - qui est partout dans le répertoire et pourtant profondément ancré dans son itinérance. How Deep Is the Ocean d'Irving Berlin est livré avec une voix sablonneuse de Clapton et des faisceaux de trompette de phare de Wynton Marsalis. Can't Hold Out Much Longer de Little Walter a le flair croustillant des enregistrements de Clapton de 1965 et de 1966 avec John Mayall. Deux chansons de Fats Waller sont ornées de cuivres et de pianos de la Nouvelle-Orléans, l'un d'eux est même joué par Allen Toussaint. »

## Grammy Awards
La chanson Run Back to Your Side est nommée pour la meilleure performance vocale solo rock lors de la 53e cérémonie des Grammy Awards, le 13 février 2011.

## Liste des titres
1. Travelin' Alone (Lil' Son Jackson) – 3:56
2. Rockin' Chair (Hoagy Carmichael) – 4:04
3. River Runs Deep (J.J. Cale) – 5:52
4. Judgement Day (Snooky Pryor) – 3:13
5. How Deep Is the Ocean? (Irving Berlin) – 5:29
6. My Very Good Friend the Milkman (Johnny Burke, Harold Spina) – 3:20
7. Can't Hold Out Much Longer (Walter Jacobs) – 4:08
8. That's No Way to Get Along (Robert Wilkins) – 6:07
9. Everything Will Be Alright (Cale) – 3:51
10. Diamonds Made from Rain (Doyle Bramhall II, Nikka Costa, Justin Stanley) – 4:22
11. When Somebody Thinks You're Wonderful (Harry M. Woods) – 2:51
12. Hard Times Blues (Lane Hardin) – 3:45
13. Run Back to Your Side (Bramhall, Eric Clapton) – 5:17
14. Autumn Leaves (Joseph Kosma, Johnny Mercer, Jacques Prévert[8]) – 5:40

## Musiciens
Selon le livret inclut avec l'album :
- Eric Clapton – chant, guitare, mandoline (12)
- Doyle Bramhall II – guitare (1, 4, 7, 10, 12, 13, 15), arrangement des chœurs (4), charleston (7), guitare solo (8, 12), percussions (8), chant (10)
- Derek Trucks – guitare slide (2), guitare (3)
- J.J. Cale – guitare (3, 8), chant (3, 8, 9)
- Greg Leisz – pedal steel guitar (3)
- Walt Richmond – orgue Hammond (1), piano (2, 4-15), Wurlitzer (3), claviers (14)
- James Poyser – orgue Hammond (3, 8)
- Allen Toussaint – piano (6, 11)
- Steve Riley – accordéon (8)
- Paul Carrack – orgue Hammond (9)
- Sereca Henderson – Orgue (10)
- Willie Weeks – basse (1, 4, 8, 9, 10, 13), contrebasse (2, 3, 5, 7, 12, 14, 15)
- Chris Severan – contrebasse (6, 11)
- Jim Keltner – batterie (1, 4, 5, 7, 8, 10, 12, 13), percussions (1, 8, 12, 13)
- Abe Laboriel Jr. – batterie (2, 14)
- Jeremy Stacey – batterie (3, 10)
- Justin Stanley – batterie (3), percussions (8), arrangements des cuivres (10)
- Herman Labeaux – batterie (6, 11)
- Jason Moeller – batterie (15)
- Cayetano « Tanio » Hingle – grosse caisse (6, 11), cymbales (6, 11), clarinette (8)
- Sherrell Chenier Mouton – planche à laver (8)
- David Guy – arrangements cuivres (3)
- Neal Sugarman – saxophone ténor (3)
- Leon Michaels – trompette (3)
- Thomas Brenneck – cuivres (3)
- Kim Wilson – harmonica (4, 7, 15)
- Wynton Marsalis – trompette(5, 6, 11)
- Troy Andrews – trombone (6, 11), trompette (6, 11), grosse caisse (8)
- Matt Pyreem – tuba (6, 11)
- Michael White – clarinette (6, 11)
- Clarenee Slaughter – saxophone baryton (8)
- Bruce Brackman – sousaphone (8)
- Edward Lee – saxophone ténor (8)
- Tim Callagan – trombone (8), trompette (8)
- Dan Ostreicher – cuivres (8)
- Tim Izo Orindgreff – saxophone (9, 10)
- Elizabeth Lea – trombone (9, 10)
- Printz Board – trompette (9, 10)
- Nick Ingman – arrangements des cordes (1-9, 11-14), direction des cordes
- Patrick Warren – arrangements des cordes (10)
- The London Session Orchestra – cordes (3, 5, 9, 10, 14)
- Perry Montague-Mason – premier violon
- Nikka Costa – chœurs (2, 10, 13)
- Terry Evans – chœurs (4, 8)
- Willie Green, Jr. – chœurs (4, 8)
- Arnold McCuller – chœurs (4, 8)
- Lynn Mabry – chœurs (10, 13)
- Debra Parsons – chœurs (10, 13)
- Sheryl Crow – chant (10)